# La Vie du Christ
La Vie du Christ je francouzský němý film z roku 1906. Režisérkou je Alice Guy (1873–1968). Film trvá zhruba 33 minut.

## Děj
Film zachycuje život Ježíše Krista ve 25 scénách.